# Declara (novela)
Declara (2001) es una novela de espías ambientada en un mundo sobrenatural escrita por el autor americano Tim Powers. La trama presenta una historia secreta de la Guerra Fría. El libro ganó varios premios de fantasía en 2001.

## Resumen
La trama no es lineal, se mueve atrás y adelante en el tiempo de los años 40 a  los 60. El protagonista principal es Andrew Hale, un operativo de organización de esponaje secreta británica. Al comienzo de la Segunda Guerra Mundial, Hale es reclutado como parte de la Operación Declara, una investigación sobre la naturaleza y origen de varios seres misteriosos que se ocultan en el Monte Ararat, y cómo la Unión Soviética los ha usado para sus propios fines. En este esfuerzo el rival de Hale es un personaje histórico: el traidor y doble agente británico Kim Philby. La novela propone que El Gran Juego, el largo conflicto estratégico entre los imperios británico y ruso en el siglo XIX por la dominación de Asia Central, era de hecho parte de la Operación Declara. El Okhrana, o policía secreta Zarista, está presentado como el antagonista ruso en la operación Declara.
Durante las diversas misiones de la operación Hale se enamora de la española Elena Teresa Ceniza-Bendiga, una partisana y agente de la Internacional Comunista que, traicionada por los suyos, acaba encarcelada en Moscú en la tristemente famosa prisión de Lubyanka, donde descubre el terrible secreto que esconde el Ararat.

## Realidad y ficción
En un breve epílogo, Powers  nos habla de algunas de sus fuentes y métodos de escritura. El padre de Kim Philby, St. John Philby, era un notable arabista cuyo libro The Empty Quarter (que trata acerca de la región del desierto de Rub' al Khali) fue extensamente utilizado para la novela de Rudyard Kipling de 1901 Kim, sobre el Gran Juego. Las reglas autoimpuestas de Powers en la confección del libro le prohibieron desatender hechos históricos establecidos, por ejemplo, el terremoto que ocurrió en 1883 cerca del Monte Ararat es parte de la novela, y un comentario atribuido al legendario T.E. Lawrence por George Bernard Shaw es interpretado como prueba de la implicación de Lawrence en la operación Declara.

## Premios
En 2001 Declara ganó tanto el Premio de Fantasía Mundial a Mejor Novela y el Premio de Gremio de Horror Internacional para Novela, y estuvo nominada para el Premio Locus.